# 澳門足球總會
澳門足球總會（葡萄牙语：Associação de Futebol de Macau）澳门足球管理机构。1939年6月1日成立。1976年加入亚洲足球联合总会，1978年加入国际足球联合会。每年，举办联赛和其他体育赛事。监督和组织澳门足球代表队。
地址位于澳門氹仔奧林匹克體育中心 - 運動場 (GS 10-11 室)。